# X.21
لاستخدامات أخرى، انظرX21 (توضيح).

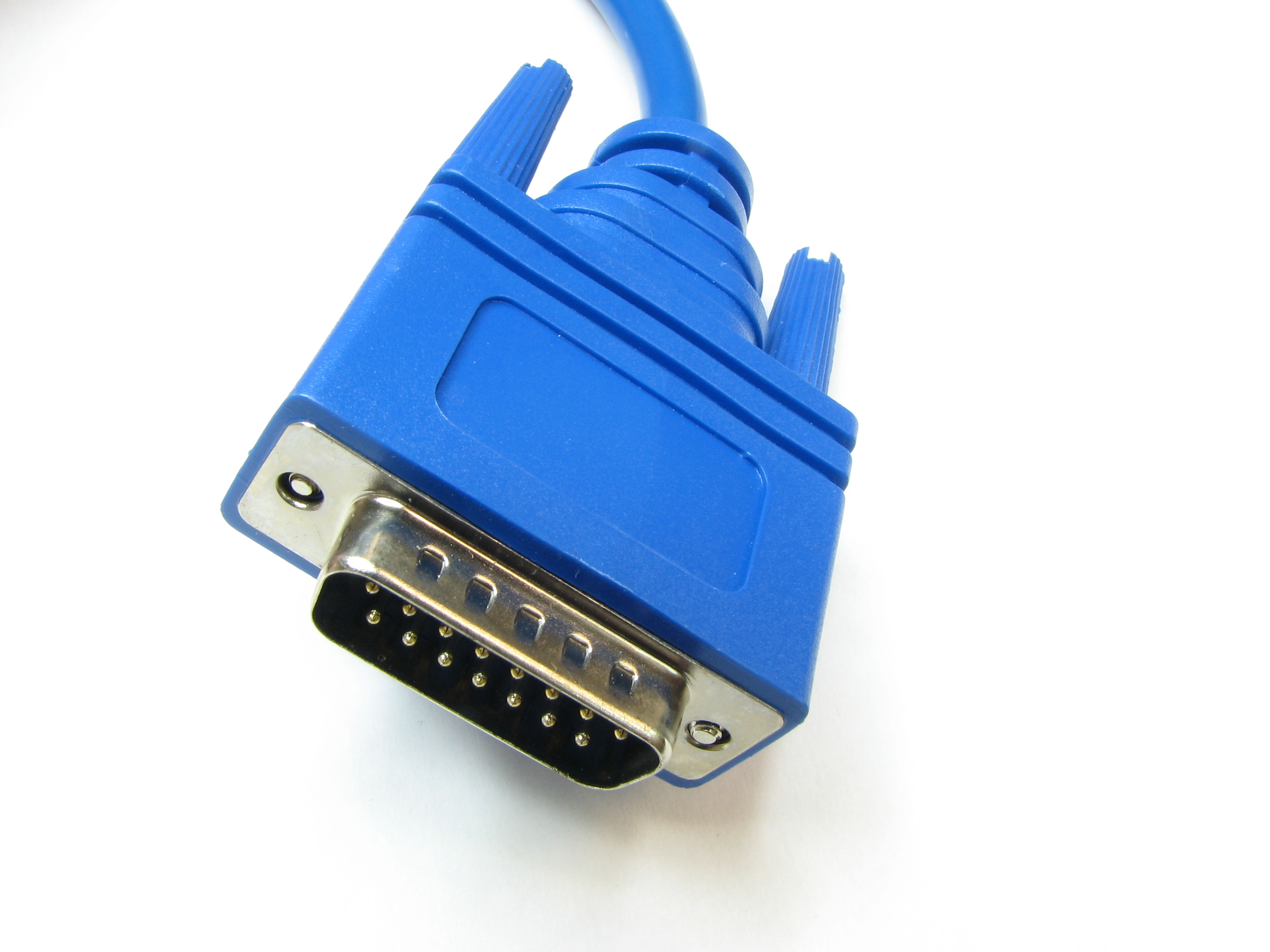
موصل 15pin D-Sub

X.21 (يشار إليها أحياناً باسم أكس21) هي خاصية للسطح البيني للأتصالات المتباينة قدمها الاتحاد الدولي للاتصالات في منتصف السبعينات. تم تقديم X.21 لأول مرة كوسيلة لتوفير واجهة للأشارات الرقمية للاتصالات بين الناقلين ومعدات العملاء. ويتضمن ذلك مواصفات عناصر الواجهة المادية لمعدات محطة البيانات\ معدات بيانات طرفية، ومحاذاة خصائص التحكم في المكالمات وكشف وتصحيح أخطاء، وعناصر مرحلة التحكم في المكالمات لخدمات تبديل الدارة، وحلقات الاختبار.
عندما يستخدم X.21 مع V.11، فإنه يوفر إرسال بيانات متزامن بمعدلات تتراوح بين 600 bit/s و 10 Mbit/s. يوجد أيضًا أنواع من X.21 يستخدم فقط في التطبيقات القديمة المحددة، «تبديل الدائرة X.21». يوجدX.21 عادة في موصل (15pin D-Sub) وهو قادر على إرسال البيانات بإمكانية ثنائية الاتجاه.
ان توقيت عنصر الإشارة، أو الساعة، من قبل الناقل (شركة الهاتف الخاص بك)، وهو مسؤول عن تسجيل الوقت الصحيح للبيانات. يستخدم X.21 بشكل أساسي في أوروبا واليابان، على سبيل المثال في DATEXالإسكندنافية وDATEX-Lالألمانية خلال الثمانينيات.